# Пожежа в Одесі 4 грудня 2019 року
Пожежа в Будинку Асвадурова в Одесі 4 грудня 2019 — велика пожежа, що почалась близько 10:00 UTC+2 в будівлі, де розміщені Інститут морської біології НАН України та Одеський коледж економіки, права та готельно-ресторанного бізнесу (МОН), на вулиці Троїцькій, 25, та поширилась на іншу частину будівлі (вул. Італійська, 37), де розташовано низку державних наукових установ.
Внаслідок пожежі загинуло 16 осіб та 32 постраждало. Серед загиблих студенти і працівники коледжу, директор Інституту морської біології Борис Александров, співробітниця цього інституту та рятувальник ДСНС. Загиблим викладачці коледжу Ганні Бортюк та рятувальнику Сергію Шатохіну посмертно присвоєне звання Героя України — за героїзм і самопожертву, виявлені при рятуванні людей під час пожежі.
В Інституті морської біології, серед іншого, згоріли унікальні наукові колекції морських організмів, наукові архіви, бази даних і бібліотека.
Повністю знищений вогнем архів БТІ Одеси, який знаходився на шостому поверсі.
Будівля, де відбулась пожежа, Прибутковий будинок Асвадурова, є пам'яткою архітектури місцевого значення.
5 та 6 грудня дні трауру було оголошено в Одесі. 8 грудня в Україні оголошено днем скорботи.
20 грудня Прем'єр-міністр Олексій Гончарук повідомив, що пожежа сталася внаслідок займання побутового електрообладнання на третьому поверсі у приміщені Коледжу, а «основними причинами є недбале ставлення керівництва та персоналу Коледжу до протипожежної безпеки». В коледжі були відсутні пожежна сигналізація та вогнегасники в кімнатах.

## Перебіг подій
Пожежа почалася приблизно о 10:12 4 грудня 2019 року. На 14:00 площа пожежі охопила 3000 м2. Приміщення коледжу економіки, права та готельно-ресторанного бізнесу, розташовано у Прибутковому будинку Асвадурова — будівлі 1913—1914 років побудови у центрі міста, на розі вулиць Пушкінська 37 та Троїцька 25. Пожежа почалась на третьому поверсі. Окрім коледжу, в будівлі були розташовані: Інститут морської біології НАН України, Одеська філія інституту археології НАН України, підрозділи Фізико-хімічного інституту ім. Богатського НАН України, кілька інших установ та приватні компанії. Перед початком пожежі у всій будівлі перебувало близько 400 осіб. У коледжі перебувало 230 осіб, із яких 165 студентів.

### 4 грудня
- 11:40 — площа пожежі перевищила 2 тис. м2, евакуйовано 40 осіб.
- 13:00 — завершено повну евакуацію людей з будівлі[10].
- 14:18 — пожежу локалізовано на площі 4000 м2[11]. За неофіційними даними видання «Думська», причиною пожежі могла стати застаріла електропроводка, яку не міняли з 1966 року[12]. Пожежа почалася в одному з офісних приміщень[13].
- 14:25 — в результаті пожежі постраждало 15 осіб, серед яких 9 студентів віком 15—17 років. У коледжі навчаються понад 400 осіб. ЗМІ заявляють про 21 постраждалих.
- 14:35 — госпіталізовано 22 особи[14].

### 5 грудня
5 та 6 грудня в Одесі оголошено траурними днями.
- 09:27 — навпроти згорілого будинку інженери вимірюють рівень будівлі, щоб передбачити можливе обвалення.
- 10:41 — четверо потерпілих у важкому стані, один — у вкрай важкому. 14 осіб вважаються зниклими.
- 10:45 — каркас згорілого будинку — в задовільному стані, але внутрішні стіни можуть обвалитися.
- 13:05 — одесити несуть квіти до згорілого будинку Асвадурова.
- 13:17 — пожежні закінчили проливку конструкцій. Експерти Одеської академії будівництва та архітектури визначають стан стін і каркаса згорілої будівлі.
- 13:30 — мерія опублікувала доповнений список постраждалих, які проходять лікування в лікарнях міста.
- 14:10 — на Одеській обласній станції переливання крові в Бісквітному провулку зібралася велика черга охочих допомогти постраждалим. За даними департаменту охорони здоров'я Одеської міськради станом на 5 грудня потреби в крові немає.
- 14:25 — на Троїцькій рятувальники за допомогою крану піднімаються на дах будинку Асвадурова. Вони планують спуститися через дах в будівлю для пошуку людей. Рятувальники мають спорядження для проходу через завали.
- 14:35 — комунальники з ОГЕТ відновлюють контактну мережу, що деформувалася під час рятувальних робіт. Багато волонтерів та бізнесменів надають допомогу, передають їжу і теплі речі.
- 15:08 — за словами начальника облуправління ДСНС Віктора Федорчака, востаннє коледж перевіряли на дотримання правил пожежної безпеки 2014 року.
- 15:35 — почалася активна фаза рятувальної операції. Рятувальники зайшли в будівлю через дах за допомогою крану й почали розбирати завали. Перед цим прибрали прогоріли балки, які заважали роботі.
- 15:48 — фахівці ОДАБА, які обстежили будівлю, прийшли до висновку, що її можна відновити.
- 15:50 — рятувальники піднімають другий кран.
- 16:42 — оновлення за списком постраждалих: госпіталізована ще одна пацієнтка (співробітниця коледжу), яка звернулася до лікарні № 10. Виписано зі стаціонару трьох пацієнтів: співробітника рятувальної служби, студентку й співробітницю коледжу. У лікарнях на лікуванні 26 постраждалих: 16 студентів, 4 співробітника коледжу і 6 співробітників рятувальної служби.
- 17:02 — роботи ведуться на 1-3 поверхах згорілої будівлі[15]. Рятувальники розчищають обвалену арку, щоб дістатися внутрішнього двору.
- 17:40 — було розчищено підвал у правій частині будівлі. Згідно з кресленнями БТІ, в лівій частині теж є підвал, але рятувальники не можуть знайти вхід в нього.
- 20:01 — рятувальники виявили на місці пожежі тіло ще однієї жінки. Розбір завалів зупинено, ведуться слідчі дії. Її особу поки не встановлено.

### 6 грудня
- 5 та 6 грудня в Одесі були траурними днями. 6 грудня кількість жертв пожежі сягнула 5 осіб[16].
- 09:00 — рятувальникам вдалося розібрати 200 м³ завалів.
- 09:39 — кількість постраждалих сягнула 32 осіб.
- 10:08 — загроза обвалення будівлі зберігається[17].
- 15:30 — виявлено тіла ще двох загиблих (чоловіка та жінки), особи жертв невідомі[18][19].

### 7 грудня
- 12:10 — губернатор Одеської області Максим Куций відніс пожежу до надзвичайних ситуацій регіонального рівня. Створено штаб з ліквідації наслідків НС.
- 12:16 — опізнана одна з жінок, чиї тіла були знайдені за день до цього. Вона працювала в коледжі секретарем.
- 13:48 — конструкції продовжують тліти, а внутрішній флігель ось-ось звалиться.
- 14:20 — у поліції вже є двоє підозрюваних в порушенні вимог пожежної безпеки в згорілому будинку Асвадурова. Їм вручать відповідні повідомлення після узгодження в прокуратурі.
- 18:05 — під завалами згорілого будинку Асвадурова знайшли ще два тіла. Їх особи встановлюються. Таким чином жертв пожежі на Троїцькій вже семеро.
- 20:04 — у лікарні помер рятувальник Сергій Шатохін, який перебував у комі після падіння з висоти під час гасіння пожежі.
- 22:37 — президент Зеленський оголосив неділю, 8 грудня, днем національного трауру за загиблими в Одесі.

### 8 грудня
- 08:30 — під завалами виявлено тіла ще 2 осіб. Число жертв на цей момент становило 10[20].

### 10 грудня
- 15:00 — почався демонтаж аварійного флігеля.
- 15:58 — обрушили ще шматок стіни.
- 16:51 — знесли стіну з 6 по 4 поверхи.
- 17:00 — розбирання аварійного флігеля відновиться завтра, о 8:00. Пошук тіл загиблих продовжиться і вночі.

### 11 грудня
- Було опізнано ще одну з жертв трагедії, 48-літню викладачку коледжу Наталю Третьякову[21].

### 12 грудня
- Кількість загиблих сягнула 16 осіб, цього дня під завалами знайдено ще два тіла загиблих.
- 9 тіл загиблих залишаються неідентифікованими[22].
- Завершено першочерговий огляд місця катастрофи слідчими.
- Для ідентифікації загиблих в пожежі було призначено генетичну експертизу, а також вилучено для експертизи фрагменти електропроводки, яка можливо стала причиною катастрофи[23].

### Подальші події
- 13 грудня в обласному управлінні Державної служби з надзвичайних ситуацій було проведено обшуки, в результаті яких було вилучено матеріали щодо перевірок пожежної безпеки з 2014 року[24].
- 19 грудня було звільнено керівника ДСНС Одеської області генерал-майора служби цивільного захисту Віктора Федорчака та його заступника Михайла Вовка[25].
- 28 грудня Одеська міська влада заявила про виплату з міського бюджету понад 3,6 млн гривень сім'ям загиблих і постраждалим в результаті пожежі[26].
- 13 січня 2020 прокуратура Одещини повідомила про підозру в службовій недбалості завідувачці господарством коледжу, яка не проводила належним чином забезпечення пожежної безпеки[27].
- 25 січня президент Зеленський присвоїв звання Героя України викладачці математики Ганні Бортюк та командиру відділення державного пожежно-рятувального загону ДСНС в Одеській області Сергію Шатохіну, які загинули внаслідок пожежі. Також їм посмертно присвоїли звання «Золота Зірка» за героїзм і самопожертву[28].

## Наслідки

### Загиблі
Станом на 26 грудня було встановлено 16 загиблих, особи деяких продовжувала встановлювати експертиза:
1. Александров Борис Георгійович, 17.04.1958 р.н., доктор біологічних наук, професор, член-кореспондент НАН України, директор Інституту морської біології НАН України.
2. Бабенко Ксенія Аркадіївна, 2003 р. н., померла в МКЛ № 1.
3. Беженарь Олена Валеріївна 1995 р. н., лаборант коледжу.
4. Бортюк Ганна Леонідівна, нар. 13.08.1976, викладач.
5. Іванович Галина Валентинівна, нар. 2.12.1954, старший науковий співробітник Інституту морської біології, вчений-гідробіолог, замісник директора інституту[32].
6. Коваль Маріонелла Дмитрівна, 1963 р. н., секретар коледжу.
7. Котішевська Вероніка Дмитрівна, 1955 р. н., бухгалтер.
8. Маркіна Юлія Дмитрівна нар. 29.07.2003, студентка.
9. Перлик Ірина Володимирівна, співробітниця бухгалтерії.
10. Пьяночкіна Катерина Ярославівна, нар. 01.08.2003, студентка.
11. Соловей Віра Дмитрівна, нар. 04.02.1951, завідувачка бібліотекою.
12. Тарасова Наталія Василівна, нар. 05.07.1959, бухгалтер.
13. Третякова Наталія Олексіївна, нар. 29.06.1971, викладач.
14. Трофімчук Кирило Ігорович, 2003 р. н., студент.
15. Шатохін Сергій Миколайович, нар. 10.11.1976, рятувальник ДСНС, помер у МКЛ № 1.
16. Чугуннікова Людмила Михайлівна, 2001 р. н., студентка.

### Руйнування та збитки
Серед наукових установ найбільших збитків зазнав Інститут морської біології НАН України, де було повністю знищено наукову бібліотеку установи, лабораторне обладнання, дослідні зразки та наукові колекції.

## Розслідування
Як з'ясувалось з результатів попереднього розслідування у 2014 році співробітниками ДСНС України в Одеській області була проведена планова перевірка навчального закладу. Вони склали акт про грубі порушення законодавства про пожежну безпеку та винесли припис про їх усунення. Відповідальна особа за дотримання правил протипожежної безпеки — завідувачка господарством Тетяна Фомич була ознайомлена з документами. Але вона не вжила заходів для усунення наявних порушень і не забезпечила можливість безперешкодної евакуації у разі потреби. Їй було повідомлено про підозру у скоєнні злочину за ознаками ч. 2 ст. 367 Кримінального кодексу України (службова недбалість, що спричинила тяжкі наслідки). Також підозру було висунуто й директору коледжу Любові Кочерзі.
Серед виявлених у 2014 році порушень: відсутність первинних засобів пожежогасіння, системи сповіщення про пожежу, зачинені пожежні виходи, ґрати на вікнах першого та четвертого поверхів. Основною версією трагедії розглядається займання побутового електрообладнання. Одеський суд арештував вилучене майно згорілого коледжу.
Пізніше співробітники Служби безпеки України при обшуках в обласному та міському управліннях ДСНС виявили дозвільні документи на експлуатацію будівлі Одеського коледжу економіки, права та готельно-ресторанного бізнесу, що були видані пізніше 2014 року. Працівники ДСНС намагались приховати цей факт.
В ході подальшого розслідування в травні 2020-го керівнику коледжу та завідувачу господарства учбового корпусу було вручено підозри у порушенні протипожежної безпеки, обох співробітників поміщено під домашній арешт. 18 травня під домашній арешт було поміщено завідувачку денним відділенням коледжу, яку також підозрюють у порушенні пожежної безпеки. За даними слідства, 4 грудня 2019 саме вона увімкнула у себе в кабінеті на третьому поверсі електричний обігрівач, залишивши його без нагляду. Саме це називають причиною пожежі.
22 травня 2020 року суд обрав запобіжний захід у вигляді тримання під вартою на 2 місяці колишньому заступнику директора з адміністративно-господарської роботи Андрію Хаєцькому. Арешт викликав бурхливу реакцію серед громадськості, журналістів та правозахистників, звинувачення називають абсурдними. 28 травня відбулось засідання Апеляційного суду Одеси, який скасував ухвалу Київського районного суду Одеси та змінив запобіжний захід на особисту поруку народних депутатів Анатолія Урбанського та Сергія Колебошина. Під будівлею суду в Одесі та під Міністерством внутрішніх справ у Києві відбулись акції на підтримку поета.
8 липня суд відклав розгляд справи про пожежу щонайменше до серпня через те, що учасники процесу не з'явилися на підготовче засідання. Станом на 2021 рік, розглядом справи займався одіозний суддя Віктор Попревич.